# Membribe de la Sierra
Membribe de la Sierra település Spanyolországban, Salamanca tartományban. Membribe de la Sierra Frades de la Sierra, La Sierpe, Narros de Matalayegua, Las Veguillas, San Pedro de Rozados, Monterrubio de la Sierra és Pedrosillo de los Aires községekkel határos. Lakosainak száma 105 fő (2024).

## Népesség
A település népessége az elmúlt években az alábbi módon változott:
| Lakosok száma | 84   | 111  | 160  | 145  | 151  | 140  | 123  | 119  | 104  | 105  |
|               | 2001 | 2004 | 2007 | 2009 | 2012 | 2014 | 2017 | 2019 | 2022 | 2024 |